# Christopher Townsend
Christopher Townsend (* in England) ist ein britischer VFX Supervisor, der 2014 für Iron Man 3, 2018 für Guardians of the Galaxy Vol. 2 und 2022 für Shang-Chi and the Legend of the Ten Rings jeweils für den Oscar in der Kategorie Beste visuelle Effekte nominiert wurde. 

## Leben
Er studierte Grafikdesign an der Coventry University und machte seinen Abschluss im Jahr 1988. 1995 ging er zu Industrial Light & Magic, wo er an Filmen wie Congo, Deep Impact und Star Wars: Episode II – Angriff der Klonkrieger beteiligt war. Im Jahr 2006 verließ er das Unternehmen, um freischaffend als VFX Supervisor zu arbeiten. In dieser Funktion arbeitete er an Filmen wie Die Reise zum Mittelpunkt der Erde, X-Men Origins: Wolverine und Captain America: The First Avenger. 

## Filmografie (Spezialeffekte)
- 1995: Congo
- 1996: Daylight
- 1996: Eraser
- 1996: Mission: Impossible
- 1997: Flubber
- 1997: Vergessene Welt: Jurassic Park (The Lost World: Jurassic Park)
- 1998: Deep Impact
- 1999: Star Wars: Episode I – Die dunkle Bedrohung (Star Wars: Episode I - The Phantom Menace)
- 2000: Space Cowboys
- 2001: A.I. – Künstliche Intelligenz (Artificial Intelligence: AI)
- 2002: Star Wars: Episode II – Angriff der Klonkrieger (Star Wars: Episode II - Attack of the Clones)
- 2003: Hulk
- 2004: The Day After Tomorrow
- 2005: Die Chroniken von Narnia: Der König von Narnia (The Chronicles of Narnia: The Lion, the Witch and the Wardrobe)
- 2005: Die Insel (The Island)
- 2005: Star Wars: Episode III – Die Rache der Sith (Star Wars: Episode III - Revenge of the Sith)
- 2006: Pirates of the Caribbean – Fluch der Karibik 2 (Pirates of the Caribbean: Dead Man's Chest)
- 2008: Die Reise zum Mittelpunkt der Erde (Journey to the Center of the Earth)
- 2009: Ninja Assassin
- 2009: X-Men Origins: Wolverine
- 2010: Percy Jackson – Diebe im Olymp (Percy Jackson & the Olympians: The Lightning Thief)
- 2010: Super Hybrid
- 2011: Captain America: The First Avenger
- 2013: Iron Man 3
- 2015: Avengers: Age of Ultron
- 2017: Guardians of the Galaxy Vol. 2
- 2019: Captain Marvel
- 2021: Shang-Chi and the Legend of the Ten Rings